# Sáp nhập tỉnh, thành Việt Nam 2025
Sáp nhập các tỉnh, thành Việt Nam là một trong những chương trình quan trọng nhất nằm trong đợt Cải cách thể chế Việt Nam 2024–2025. Việc sáp nhập tỉnh, thành này chính thức được công bố trên các phương tiện truyền thông đại chúng vào ngày 1 tháng 3 năm 2025. Theo đó, Đảng ủy Chính phủ được giao hoàn thiện đề án sáp nhập một số đơn vị hành chính cấp tỉnh trong tháng 3 để trình Ban Chấp hành Trung ương trước 7 tháng 4 năm 2025. Trước đó từ ngày 28 tháng 2, Bộ Chính trị, Ban Bí thư ban hành kết luận, giao Đảng ủy Chính phủ phối hợp với Ban Tổ chức Trung ương, Đảng ủy Quốc hội, Đảng ủy Mặt trận Tổ quốc, các đoàn thể trung ương và cơ quan liên quan chỉ đạo nghiên cứu, xây dựng đề án, tờ trình Bộ Chính trị về sáp nhập một số đơn vị hành chính cấp tỉnh, không tổ chức cấp huyện và tiếp tục sáp nhập đơn vị hành chính cấp xã.
Việc sáp nhập tỉnh, ngoài căn cứ về quy mô dân số, diện tích, Bộ Chính trị, Ban Bí thư yêu cầu cần nghiên cứu kỹ quy hoạch tổng thể quốc gia, quy hoạch vùng, quy hoạch địa phương, chiến lược phát triển kinh tế xã hội, phát triển ngành, mở rộng không gian phát triển, phát huy lợi thế so sánh, đáp ứng yêu cầu phát triển với từng địa phương và yêu cầu, định hướng phát triển giai đoạn mới.

## Bối cảnh trước sáp nhập 2025
Kể từ sau khi Việt Nam thống nhất vào năm 1975, miền Bắc lúc này có tổng cộng 28 tỉnh, thành và đặc khu; trong khi đó ở miền Nam bao gồm 44 tỉnh, thành. Các tỉnh, thành này sau đó đã được sáp nhập thành 38 tỉnh, thành và đổi tên Sài Gòn – Gia Định thành Thành phố Hồ Chí Minh. Con số tỉnh, thành đã tiếp tục được gia tăng lên sau đó như 39 vào tháng 12 năm 1978, 40 vào tháng 5 năm 1979, 44 vào 1989, 53 vào 1991, 61 vào 1997, 64 vào 2003 và cho đến năm 2008, Hà Tây đã được giải thể để sáp nhập toàn bộ diện tích cùng một phần của Vĩnh Phúc, Hòa Bình vào Hà Nội.
Theo thống kê chính thức, cả nước có 696 đơn vị hành chính cấp huyện. Trong số này, có 2 thành phố thuộc thành phố trực thuộc trung ương (Thủ Đức - TP. Hồ Chí Minh, Thủy Nguyên - TP. Hải Phòng), 84 thành phố thuộc tỉnh, 53 thị xã, 49 quận và 508 huyện.
Một thống kê khác cho thấy trước khi thực hiện chủ trương bỏ cấp huyện theo định hướng của Bộ Chính trị vào năm 2025, tại Việt Nam, có 87 thành phố trực thuộc tỉnh nằm trong tổng số 696 đơn vị hành chính cấp huyện. Các thành phố này, như Hạ Long (Quảng Ninh), Việt Trì (Phú Thọ), Bắc Ninh (Bắc Ninh), Nha Trang (Khánh Hòa) và Phú Quốc (Kiên Giang), là trung tâm kinh tế, văn hóa, giao thông quan trọng của các tỉnh. Ngoài ra, Việt Nam còn có 2 thành phố thuộc thành phố trực thuộc trung ương (Thủ Đức và Thủy Nguyên), 53 thị xã, 49 quận và 508 huyện. Đây là các mô hình đô thị đặc thù, khác với các huyện nông thôn truyền thống.
Theo báo cáo của Bộ Nội vụ vào cuối năm 2024, chỉ riêng tổng số cán bộ, công chức, viên chức hiện có tại các đơn vị hành chính cấp huyện thực hiện sắp xếp, sáp nhập là gần 13.500 người.

## Các nguyên tắc về sáp nhập

### Tiêu chí theo định lượng
Trước định hướng sáp nhập một số đơn vị hành chính cấp tỉnh, Bộ Chính trị, Ban Bí thư đưa ra các tiêu chí, tiêu chuẩn cho việc sắp xếp, đồng thời, theo Nghị quyết số 1211/2016/UBTVQH13 và Nghị quyết số 27/2022/UBTVQH15 của Ủy ban Thường vụ Quốc hội về tiêu chuẩn đơn vị hành chính, tiêu chuẩn đơn vị cấp tỉnh sẽ dựa vào quy mô dân số, diện tích tự nhiên và số đơn vị hành chính cấp huyện trực thuộc.
Cụ thể, quy mô dân số của tỉnh miền núi, vùng cao từ 900.000 người trở lên; các tỉnh khác có quy mô dân số từ 1,4 triệu người trở lên.
Về diện tích tự nhiên, tỉnh miền núi, vùng cao từ 8.000 km² trở lên, và các tỉnh thuộc vùng miền khác có diện tích phải từ 5.000 km² trở lên.
Về số đơn vị hành chính cấp huyện trực thuộc có từ 9 đơn vị trở lên, trong đó có ít nhất 1 thành phố hoặc 1 thị xã.

### Nhiều tỉnh không đủ tiêu chí
Thống kê trước sáp nhập cho thấy nhiều tỉnh không đáp ứng tiêu chí của đơn vị hành chính cấp tỉnh theo các nghị quyết của Ủy ban Thường vụ Quốc hội, khi đồng thời cũng không đáp ứng về quy mô dân số và diện tích tự nhiên, số lượng đơn vị hành chính cấp huyện; hoặc không đáp ứng cả 3 tiêu chí trên.
Trong số này, các tỉnh có ít dân nhất Việt Nam, dưới mức quy định tối thiểu cho một đơn vị hành chính cấp tỉnh là 900.000 người. Bao gồm: Hòa Bình, Lai Châu, Bắc Kạn, Cao Bằng, Kon Tum, Ninh Thuận, Điện Biên, Quảng Trị, Đắk Nông, Hà Giang, Tuyên Quang, Lạng Sơn, Hà Nam, Phú Yên, Hậu Giang, Lào Cai, Yên Bái. Các địa phương này chủ yếu nằm ở vùng Tây Bắc và rải rác ở miền Trung, Tây Nguyên. Cùng với đó, các tỉnh có diện tích dưới mức quy định tối thiểu cho một đơn vị hành chính cấp tỉnh (5.000 km²), bao gồm: Hòa Bình, Phú Thọ, Bắc Kạn, Thái Nguyên, Bắc Giang, Bắc Ninh, Hà Nam, Hải Dương, Hưng Yên, Nam Định, Thái Bình, Vĩnh Phúc, Ninh Bình, Quảng Trị, Ninh Thuận, Bà Rịa – Vũng Tàu, Bình Dương, Tây Ninh, An Giang, Bạc Liêu, Bến Tre, Đồng Tháp, Hậu Giang, Long An, Sóc Trăng, Tiền Giang, Trà Vinh, Vĩnh Long. Các tỉnh này chủ yếu nằm ở vùng Đồng bằng sông Hồng, Đồng bằng sông Cửu Long,...
Ngoài ra, một số tỉnh không đáp ứng yêu cầu về số đơn vị hành chính cấp huyện trực thuộc là từ 9 đơn vị trở lên, như: Lai Châu, Tuyên Quang, Bắc Kạn, Bắc Ninh, Hà Nam, Thái Bình, Quảng Bình, Ninh Thuận, Đắk Nông, Bà Rịa – Vũng Tàu, Bạc Liêu, Hậu Giang, Vĩnh Long,...

### Mô hình chính quyền 3 cấp và chính quyền địa phương 2 cấp
Tổng bí thư Tô Lâm cho biết về nguyên tắc toàn bộ chính quyền sẽ chỉ có 3 cấp là cấp chính phủ, cấp tỉnh, thành phố và cấp phường, xã.
Phó Thủ tướng thường trực Nguyễn Hòa Bình trong phiên họp thứ nhất của Ban chỉ đạo thực hiện sắp xếp, tổ chức lại đơn vị hành chính các cấp và xây dựng mô hình tổ chức chính quyền địa phương đã xác định chính quyền địa phương chỉ có 2 cấp là cấp tỉnh, thành phố và cấp phường, xã. Nguyên tắc chung được xác định là "trước kia 'cấp trung gian' được giao một số quyền, khi không còn 'cấp trung gian' nữa thì có lẽ quyền hạn nào của cấp tỉnh thì trả cho cấp tỉnh, cái nào thuộc về cơ sở thì giao cho cấp cơ sở".
Về bộ máy chính quyền địa phương, mô hình mới chỉ có 2 cấp là cấp tỉnh, thành phố và cấp phường, xã để đảm bảo sự tinh gọn và hiệu quả trong điều hành, hoạt động. Theo đó, cấp tỉnh, thành phố có tính chiến lược, lập kế hoạch và thực thi các nhiệm vụ lớn. Các cấp xã, phường sẽ thực hiện các nhiệm vụ có tính tác vụ hàng ngày, hành chính. Về thủ tục hành chính, những thủ tục hành chính ở cấp huyện sẽ do cấp xã trực tiếp thực hiện. Chuyển tiếp việc thực hiện các nhiệm vụ, quyền hạn của chính quyền cấp xã mới sau khi bỏ cấp huyện đảm bảo hoạt động liên thông, thông suốt, không bị gián đoạn công việc, không bị chồng chéo, trùng lắp hoặc bỏ sót nhiệm vụ, ảnh hưởng đến nhiệm vụ phát triển kinh tế xã hội, phục vụ tốt hơn người dân và doanh nghiệp.

### Ưu tiên để có nhiều tỉnh, thành giáp biển hơn
Theo danh sách sáp nhập, 34 đơn vị hành chính cấp tỉnh sau khi hợp nhất có đến 21/34 tỉnh thành ven biển, 2 tỉnh không có biển nhưng có cảng biển. Trước sáp nhập, Việt Nam có 63 tỉnh, thành phố trực thuộc trung ương, trong đó có 28 tỉnh, thành phố ven biển. Theo danh sách sáp nhập này, Việt Nam chỉ còn lại 21 tỉnh ven biển so với con số 28 tỉnh trước đó. Tuy nhiên, nếu so sánh về tỷ lệ thì sau sáp nhập, tỷ lệ các tỉnh thành có biển là 62% (21/34 tỉnh), lớn hơn rất nhiều so với con số 44% hiện nay (28/63 tỉnh). Đây sẽ là bước đi chiến lược kiểu "phép cộng" nâng tầm khi hướng biển và tạo đầu cầu mạnh giao thương quốc tế.

## Quá trình thực hiện

### Hình thành chủ trương sáp nhập
Kể từ khi lên nắm quyền Tổng Bí thư Đảng Cộng sản Việt Nam, Tô Lâm đã tiến hành nhiều cuộc cải cách lớn trong hệ thống chính trị.  Đến ngày 14 tháng 2, trong Kết luận số 126 của Bộ Chính trị đã lần đầu tiên đề cập đến vấn đề sáp nhập một số đơn vị hành chính cấp tỉnh trong đợt cải cách này. Đồng thời, việc tuyển dụng, điều động, luân chuyển, bổ nhiệm đối với nhiều chức danh cấp tỉnh, cấp huyện và cấp xã cho đến khi hoàn tất quá trình sáp nhập và hợp nhất các tỉnh, thành.

### Các cột mốc thực hiện
Ngày 28/11/2024: Trên mạng xuất hiện nhiều tin đồn khác nhau và từ các nguồn không rõ ràng về việc sáp nhập tỉnh thành nên Bộ Nội vụ đã đề nghị Bộ Công an xử lý tin đồn không đúng sự thật về sáp nhập tỉnh, thành gây hoang mang dư luận. Chánh văn phòng, người phát ngôn Bộ Nội vụ Vũ Đăng Minh cho biết đã có văn bản gửi Bộ Công an đề nghị phối hợp chỉ đạo cơ quan an ninh mạng rà soát, xử lý việc đưa các thông tin không đúng sự thật về việc sáp nhập các tỉnh, TP trực thuộc trung ương. Theo nội dung đề nghị, những ngày trước đó, trên mạng xã hội chia sẻ nhiều thông tin về việc sáp nhập 63 tỉnh, thành phố trực thuộc trung ương thành 31 đơn vị hành chính cấp tỉnh. Trong văn bản gửi Bộ Công an, Bộ Nội vụ khẳng định "đến thời điểm này bộ chưa đề nghị Chính phủ và các cấp có thẩm quyền sáp nhập bất cứ một đơn vị hành chính cấp tỉnh nào.
Ngày 22/02/2025: Sự kiện sáp nhập tỉnh, thành bắt đầu từ việc Bộ chính trị giao cho các cấp nghiên cứu việc sáp nhập tỉnh để phát triển. Bộ Chính trị, Ban Bí thư đã giao Đảng ủy Chính phủ chủ trì, phối hợp với các cơ quan liên quan nghiên cứu định hướng sáp nhập một số tỉnh, bỏ cấp huyện từ ngày 22/02 này. Thông tin cho biết sẽ "Nghiên cứu sáp nhập tỉnh theo vùng kinh tế" và "Cần thận trọng, có lộ trình hợp lý" 
Ngày 28/02/2025: Tại Kết luận 127, Bộ Chính trị, Ban Bí thư đã yêu cầu tạm dừng tổ chức đại hội đảng bộ cấp xã, cấp huyện, sớm trình đề án sáp nhập một số tỉnh, không tổ chức cấp huyện. Trong phiên họp ngày 28-2, Bộ Chính trị, Ban Bí thư đã nghe Ban Tổ chức Trung ương báo cáo về các nội dung, nhiệm vụ và tiến độ thời gian triển khai nghiên cứu, để tiếp tục sắp xếp tổ chức bộ máy của hệ thống chính trị theo chỉ đạo, kết luận của Trung ương, Bộ Chính trị. Để đảm bảo thực hiện quyết liệt, có hiệu quả các nhiệm vụ, giải pháp nêu tại kết luận 121 của Ban Chấp hành Trung ương về tổng kết nghị quyết 18 và kết luận 126, Bộ Chính trị, Ban Bí thư yêu cầu tập trung thực hiện một số nội dung quan trọng. Trong đó Bộ Chính trị, Ban Bí thư yêu cầu nghiên cứu định hướng sáp nhập một số đơn vị cấp tỉnh, không tổ chức cấp huyện, sáp nhập một số đơn vị cấp xã. Thực hiện mô hình địa phương 2 cấp (tổ chức đảng, chính quyền, đoàn thể) bảo đảm tinh gọn, hiệu năng, hiệu lực, hiệu quả.
Ngày 7/3/2025: Ủy viên Bộ Chính trị, Thường trực Ban Bí thư Trần Cẩm Tú đã ký ban hành Kết luận số 128-KL/TW (ngày 7/3/2025) của Bộ Chính trị về chủ trương công tác cán bộ. Đối với Mặt trận Tổ quốc Việt Nam, các tổ chức chính trị-xã hội, các hội quần chúng do Đảng, Nhà nước giao nhiệm vụ ở Trung ương, tạm dừng việc tuyển dụng, quy hoạch, điều động, luân chuyển, bổ nhiệm, giới thiệu ứng cử các chức vụ lãnh đạo, quản lý ở các tổ chức này và các cơ quan, đơn vị trực thuộc.
Đối với cấp tỉnh, tạm dừng việc tuyển dụng, quy hoạch, điều động, luân chuyển, bổ nhiệm, cho chủ trương kiện toàn chức danh phó bí thư, chủ tịch hội đồng nhân dân, chủ tịch ủy ban nhân dân, phó chủ tịch hội đồng nhân dân, phó chủ tịch ủy ban nhân dân tỉnh, thành phố; kiện toàn, bổ sung cấp uỷ, ban thường vụ cấp uỷ nhiệm kỳ 2020-2025 và lãnh đạo cấp trưởng, cấp phó Mặt trận Tổ quốc, các tổ chức chính trị-xã hội, các hội quần chúng do Đảng, Nhà nước giao nhiệm vụ.
Đối với cấp huyện, cấp xã, tạm dừng việc tuyển dụng, quy hoạch, điều động, luân chuyển, bổ nhiệm, giới thiệu ứng cử các chức vụ lãnh đạo, quản lý và kiện toàn, bổ sung cấp ủy, ban thường vụ cấp ủy, bí thư, phó bí thư cấp huyện, cấp xã.
Ngày 08/03/2025: Phó thủ tướng Nguyễn Hòa Bình cho biết số lượng đơn vị hành chính cấp xã trên toàn quốc dự kiến sẽ giảm từ hơn 10.500 xuống còn 2.500 sau khi sáp nhập. "Dự kiến, việc sáp nhập và xây dựng hệ thống đơn vị hành chính cấp xã sẽ hoàn thành vào tháng 6 tới", Phó thủ tướng cho biết như vậy trong buổi làm việc với Ban Thường vụ Tỉnh ủy Bình Thuận ngày 8/3, với vai trò Trưởng đoàn kiểm tra của Bộ Chính trị, Ban Bí thư.
Ngày 13/03/2025: Bộ trưởng Nội vụ cho biết chính thức trên báo chí: hiện cả nước có 10.035 đơn vị hành chính cấp xã, sẽ tổ chức lại quy mô chỉ còn khoảng 2.000 đơn vị. Khi đó, mỗi xã “gần như là một huyện nhỏ”.
Ngày 14/03/2025: Bộ Chính trị họp, quyết định về chủ trương sáp nhập tỉnh, bỏ cấp huyện, tăng cường cấp xã. Bộ trưởng Nội vụ Phạm Thị Thanh Trà cho biết, hôm nay (14/3), Bộ Chính trị họp thống nhất chủ trương sắp xếp, tổ chức lại đơn vị hành chính các cấp và xây dựng mô hình tổ chức chính quyền địa phương 2 cấp, trong đó có phương án sáp nhập một số tỉnh, bỏ cấp huyện, sáp nhập nhiều xã. "Sau đó, Đảng ủy Chính phủ sẽ gửi đề án lấy ý kiến của các địa phương và gửi các bộ, ngành để cho ý kiến. Dự kiến khoảng trung tuần tháng 4/2025, Ban Chỉ đạo báo cáo Ban Chấp hành Trung ương".
Ngày 23/03/2025: Ngày 22/3/2025, Chính phủ ban hành Nghị định 36/2025/NĐ-CP, quy định việc sắp xếp đơn vị hành chính cấp huyện, cấp xã giai đoạn 2023-2030 không còn áp dụng tiêu chuẩn cũ về diện tích và dân số theo Nghị quyết 1211/2016/UBTVQH13. Các địa phương được linh hoạt sắp xếp dựa trên thực tế, không bắt buộc đạt diện tích tối thiểu 200 km² cho huyện miền núi hay 100 km² cho huyện đồng bằng, cũng như dân số tối thiểu 80.000 người với huyện và 5.000 người với xã. Quyết định này giải quyết vấn đề sáp nhập máy móc gây khó khăn, đặc biệt ở miền núi, vùng sâu. Nghị định yêu cầu giữ nguyên đơn vị hành chính đặc thù như huyện đảo, xã đảo, đồng thời ưu tiên phát triển kinh tế - xã hội, quốc phòng, an ninh. Các địa phương phải hoàn thiện đề án sắp xếp trước ngày 30/6/2025 để trình Chính phủ phê duyệt.
Ngày 24/03/2025: Bộ Nội vụ Việt Nam đã đề xuất chấm dứt mô hình chính quyền đô thị đang áp dụng tại TP.HCM, Hà Nội, Đà Nẵng và Hải Phòng theo Dự thảo Luật Tổ chức chính quyền địa phương (sửa đổi), công bố ngày 24/3/2025. Dự thảo chuyển đổi mô hình từ 3 cấp (tỉnh, huyện, xã) sang 2 cấp (tỉnh và cơ sở), bỏ cấp huyện tại các đô thị lớn để tinh gọn bộ máy, tăng cường phân cấp, phân quyền. Thời hạn bàn giao công việc từ chính quyền cấp huyện dự kiến trước ngày 1/5/2026, đảm bảo hoạt động liên tục và không ảnh hưởng đến kinh tế - xã hội, quốc phòng, an ninh. Quy định này nhằm khắc phục hạn chế của mô hình hiện tại, vốn chưa đồng bộ và chưa đáp ứng yêu cầu quản lý đô thị. Dự luật sẽ được trình Quốc hội xem xét tại kỳ họp thứ 9.
Ngày 28/3/2025: tại buổi gặp mặt cán bộ lão thành cách mạng và gia đình chính sách khu vực miền Trung - Tây Nguyên, Tổng Bí thư Tô Lâm cho biết, trên cơ sở sắp xếp lại 63 tỉnh, thành phố hiện nay, Việt Nam dự kiến sẽ còn khoảng 34 tỉnh, thành phố. Đồng thời, hệ thống hành chính sẽ không tổ chức cấp huyện và giảm số đơn vị hành chính cấp xã từ 10.035 xuống còn khoảng 5.000 xã, phường. Tổng Bí thư nhấn mạnh, mô hình mới phải hiệu quả hơn mô hình cũ, không gây gián đoạn công việc, đồng thời đảm bảo quyền lợi hợp pháp của cán bộ, công chức, viên chức và người lao động. Đây là bước triển khai Kết luận 126-KL/TW và Kết luận 127-KL/TW của Bộ Chính trị, nhằm tổ chức lại không gian phát triển, thúc đẩy kinh tế - xã hội và đảm bảo an ninh, quốc phòng với tầm nhìn đến năm 2045-2050.
Ngày 12/04/2025: Hội nghị lần thứ 11 Ban Chấp hành Trung ương Đảng khóa XIII diễn ra tại Hà Nội đã thông qua Nghị quyết số 60-NQ/TW, trong đó có phần quyết định sáp nhập các đơn vị hành chính cấp tỉnh và tổ chức lại chính quyền địa phương. Hội nghị thống nhất bỏ cấp hành chính huyện, thiết lập mô hình chính quyền địa phương 2 cấp gồm tỉnh và xã. Mỗi tỉnh, thành phố trực thuộc Trung ương sẽ xây dựng đề án sáp nhập phù hợp với điều kiện thực tế, dự kiến hoàn thành trước năm 2030. Quá trình này nhằm giảm số lượng đơn vị hành chính từ 63 tỉnh, thành phố hiện tại xuống còn một số lượng tinh gọn hơn, tối ưu hóa quản lý nhà nước và nguồn lực. Các địa phương được yêu cầu đảm bảo tính liên tục trong cung cấp dịch vụ công và quyền lợi của người dân trong quá trình chuyển đổi. Quyết định này nằm trong kế hoạch tổng thể cải cách hành chính, hướng đến nâng cao hiệu quả hoạt động của bộ máy nhà nước.
Ngày 15/04/2025: Phó Thủ tướng Thường trực Nguyễn Hòa Bình ký phê duyệt Đề án sắp xếp, tổ chức lại đơn vị hành chính các cấp và xây dựng mô hình tổ chức chính quyền địa phương 2 cấp. Theo đó Sẽ không còn thành phố thuộc tỉnh, thành phố thuộc thành phố; Huyện đảo và thành phố đảo sẽ được gọi là đặc khu.
Ngày 20/04/2025: Ủy ban Thường vụ Quốc hội đề nghị khi sáp nhập tỉnh, thành lập mới xã thì không bầu Chủ tịch, Phó Chủ tịch Ủy ban nhân dân mà tiến hành chỉ định, bổ nhiệm ngay sau khi sáp nhập, đảm bảo ổn định quản lý, theo Bộ Nội vụ. Trước đó, có tin lãnh đạo như bí thư, chủ tịch UBND các tỉnh sáp nhập tiếp tục nhiệm kỳ đến 2026, sau đó bầu mới. Ở cấp xã, khoảng 5.000 cán bộ dôi dư sẽ được đào tạo chuyển đổi nghề, hỗ trợ tài chính hoặc bố trí công việc khác. Mô hình tổ chức mới cắt giảm 20-30% lãnh đạo cấp tỉnh và 50% cấp xã, hướng tới tinh gọn bộ máy. Quá trình sắp xếp nhân sự hoàn thành trước 2027, ưu tiên minh bạch và bảo vệ quyền lợi cán bộ.
Ngày 25/04/2025: Ban Tổ chức Trung ương đã ban hành hướng dẫn 31/2025 về thành lập tổ chức đảng tương ứng các đơn vị hành chính ở địa phương và sắp xếp tổ chức bộ máy cơ quan Mặt trận Tổ quốc, đoàn thể cấp tỉnh, cấp xã. Trên cơ sở đề án được phê duyệt và quyết định của cấp có thẩm quyền về việc thành lập đảng bộ và chỉ định cấp ủy, ban thường vụ cấp ủy, bí thư, các phó bí thư, ủy ban kiểm tra, chủ nhiệm, các phó chủ nhiệm ủy ban kiểm tra. Đồng thời tham mưu, trình Bộ Chính trị, Ban Bí thư quyết định thành lập đảng bộ các tỉnh, thành phố trực thuộc Trung ương, chỉ định ban chấp hành, ban thường vụ, bí thư, phó bí thư tỉnh ủy, thành ủy, ủy ban kiểm tra, chủ nhiệm, phó chủ nhiệm ủy ban kiểm tra tỉnh ủy, thành ủy nhiệm kỳ 2020 - 2025. Thời gian hoàn thành đồng bộ với việc hợp nhất đơn vị hành chính cấp tỉnh (chậm nhất trước ngày 15-9). Đồng thời, Ban Tổ chức Trung ương hướng dẫn thành lập đảng bộ xã mới sau sáp nhập đơn vị hành chính và việc chỉ định ban chấp hành, ban thường vụ, bí thư...

## Sáp nhập các tỉnh
Theo Thủ tướng Phạm Minh Chính trong thông tin công khai trên báo chí từ ngày 11/03/2025 dự kiến sắp xếp giảm 50% đơn vị hành chính cấp tỉnh. Đồng thời và giảm 60 - 70% đơn vị hành chính cấp cơ sở so với trước sáp nhập, sắp xếp các đơn vị hành chính. Thủ tướng cũng cho biết đang thực hiện chỉ đạo của Bộ Chính trị tại các kết luận 126 và kết luận số 127, Ban Thường vụ Đảng ủy Chính phủ đã xây dựng và trình xin ý kiến Bộ Chính trị đề án sắp xếp tổ chức lại đơn vị hành chính các cấp và xây dựng mô hình tổ chức chính quyền địa phương 2 cấp. 2 cấp xác định ở địa phương sẽ là cấp tỉnh, thành và cấp xã, phường.
Dự kiến sáp nhập đơn vị hành chính cấp tỉnh hoàn thành trước ngày 30/8, để vận hành đơn vị hành chính cấp tỉnh bắt đầu từ ngày 1/9.
Theo Nghị quyết Hội nghị lần thứ 11 Ban Chấp hành Trung ương Đảng khóa XIII, Ban chấp hành Trung ương đã thống nhất cao về số lượng đơn vị hành chính cấp tỉnh sau sáp nhập là 34 tỉnh, thành phố (28 tỉnh và 6 thành phố trực thuộc Trung ương).

### Các đơn vị hành chính cấp tỉnh không thực hiện sáp nhập
1. Thành phố Hà Nội
2. Thành phố Huế
3. Tỉnh Lai Châu
4. Tỉnh Điện Biên
5. Tỉnh Sơn La
6. Tỉnh Lạng Sơn
7. Tỉnh Quảng Ninh
8. Tỉnh Thanh Hóa
9. Tỉnh Nghệ An
10. Tỉnh Hà Tĩnh
11. Tỉnh Cao Bằng

### Các đơn vị hành chính cấp tỉnh mới sau sáp nhập, hợp nhất
Danh sách các tỉnh, thành phố sau sáp nhập như sau:
| Các tỉnh sáp nhập                                    | Tên tỉnh sau sáp nhập | Tỉnh đặt trung tâm chính trị - hành chính |
| ---------------------------------------------------- | --------------------- | ----------------------------------------- |
| Tuyên Quang, Hà Giang                                | Tuyên Quang           | Tuyên Quang                               |
| Lào Cai, Yên Bái                                     | Lào Cai               | Yên Bái                                   |
| Bắc Kạn, Thái Nguyên                                 | Thái Nguyên           | Thái Nguyên                               |
| Vĩnh Phúc, Phú Thọ, Hòa Bình                         | Phú Thọ               | Phú Thọ                                   |
| Bắc Ninh, Bắc Giang                                  | Bắc Ninh              | Bắc Giang                                 |
| Hưng Yên, Thái Bình                                  | Hưng Yên              | Hưng Yên                                  |
| Hải Dương, Thành phố Hải Phòng                       | Thành phố Hải Phòng   | Thành phố Hải Phòng                       |
| Hà Nam, Ninh Bình, Nam Định                          | Ninh Bình             | Ninh Bình                                 |
| Quảng Bình, Quảng Trị                                | Quảng Trị             | Quảng Bình                                |
| Quảng Nam, Thành phố Đà Nẵng                         | Thành phố Đà Nẵng     | Thành phố Đà Nẵng                         |
| Kon Tum, Quảng Ngãi                                  | Quảng Ngãi            | Quảng Ngãi                                |
| Gia Lai, Bình Định                                   | Gia Lai               | Bình Định                                 |
| Ninh Thuận, Khánh Hòa                                | Khánh Hòa             | Khánh Hòa                                 |
| Lâm Đồng, Đắk Nông, Bình Thuận                       | Lâm Đồng              | Lâm Đồng                                  |
| Đắk Lắk, Phú Yên                                     | Đắk Lắk               | Đắk Lắk                                   |
| Bà Rịa - Vũng Tàu, Bình Dương, Thành phố Hồ Chí Minh | Thành phố Hồ Chí Minh | Thành phố Hồ Chí Minh                     |
| Đồng Nai, Bình Phước                                 | Đồng Nai              | Đồng Nai                                  |
| Tây Ninh, Long An                                    | Tây Ninh              | Long An                                   |
| Thành phố Cần Thơ, Sóc Trăng, Hậu Giang              | Thành phố Cần Thơ     | Thành phố Cần Thơ                         |
| Bến Tre, Vĩnh Long, Trà Vinh                         | Vĩnh Long             | Vĩnh Long                                 |
| Tiền Giang, Đồng Tháp                                | Đồng Tháp             | Tiền Giang                                |
| Bạc Liêu, Cà Mau                                     | Cà Mau                | Cà Mau                                    |
| An Giang, Kiên Giang                                 | An Giang              | Kiên Giang                                |

## Thông số các tỉnh thành sau sáp nhập
Bảng sau sẽ thể hiện các thông số chính của các tỉnh thành sau sáp nhập:
| TT | Địa phương  | Diện tích (km2) | Xếp hạng | Dân số (người) | Xếp hạng | GRDP 2024 (triệu đồng) | Xếp hạng | Thu ngân sách (triệu đồng) | Xếp hạng | Thu nhập bình quân 2024 (triệu đồng/năm) | Xếp hạng |
| -- | ----------- | --------------- | -------- | -------------- | -------- | ---------------------- | -------- | -------------------------- | -------- | ---------------------------------------- | -------- |
| 1  | An Giang    | 9,888.91        | 13       | 4,952,238      | 3        | 271,345,883            | 16       | 26,279,135                 | 15       | 55.22                                    | 20       |
| 2  | Bắc Ninh    | 4,718.60        | 30       | 3,619,433      | 14       | 439,776,542            | 5        | 53,804,577                 | 8        | 65.10                                    | 8        |
| 3  | Cà Mau      | 7,942.39        | 21       | 2,606,672      | 20       | 279,735,681            | 15       | 10,481,971                 | 29       | 59.35                                    | 15       |
| 4  | Cần Thơ     | 6,360.83        | 24       | 4,199,824      | 10       | 281,674,628            | 13       | 24,788,357                 | 18       | 59.56                                    | 13       |
| 5  | Cao Bằng    | 6,700.39        | 23       | 573,119        | 33       | 25,203,769             | 34       | 2,476,011                  | 33       | 30.70                                    | 32       |
| 6  | Đà Nẵng     | 11,859.59       | 11       | 3,065,628      | 19       | 279,926,325            | 14       | 54,916,707                 | 7        | 64.68                                    | 9        |
| 7  | Đắk Lắk     | 18,096.40       | 3        | 3,346,853      | 17       | 198,132,950            | 21       | 14,095,836                 | 25       | 46.82                                    | 27       |
| 8  | Điện Biên   | 9,539.93        | 14       | 673,091        | 32       | 31,663,387             | 32       | 1,574,989                  | 34       | 28.20                                    | 34       |
| 9  | Đồng Nai    | 12,737.18       | 9        | 4,491,408      | 5        | 609,176,602            | 4        | 73,458,454                 | 4        | 78.04                                    | 4        |
| 10 | Đồng Tháp   | 5,938.64        | 28       | 4,370,046      | 7        | 249,534,461            | 18       | 21,630,027                 | 21       | 61.58                                    | 12       |
| 11 | Gia Lai     | 21,576.53       | 2        | 3,583,693      | 15       | 242,007,551            | 19       | 22,736,658                 | 19       | 47.93                                    | 26       |
| 12 | Hà Nội      | 3,359.84        | 32       | 8,807,523      | 2        | 1,425,521,277          | 2        | 511,338,453                | 2        | 89.00                                    | 1        |
| 13 | Hà Tĩnh     | 5,994.45        | 27       | 1,622,901      | 27       | 112,855,090            | 27       | 17,972,968                 | 23       | 51.60                                    | 21       |
| 14 | Hải Phòng   | 3,194.72        | 33       | 4,664,124      | 4        | 658,318,192            | 3        | 148,383,113                | 3        | 78.75                                    | 3        |
| 15 | Huế         | 4,947.11        | 29       | 1,432,986      | 29       | 80,966,514             | 29       | 12,787,196                 | 26       | 62.80                                    | 11       |
| 16 | Hưng Yên    | 2,514.81        | 34       | 3,567,943      | 16       | 292,602,496            | 12       | 53,112,677                 | 10       | 69.93                                    | 6        |
| 17 | Khánh Hòa   | 8,555.86        | 17       | 2,243,554      | 21       | 191,357,151            | 22       | 25,880,100                 | 16       | 49.83                                    | 23       |
| 18 | Lai Châu    | 9,068.73        | 16       | 512,601        | 34       | 31,024,867             | 33       | 2,509,439                  | 32       | 30.40                                    | 33       |
| 19 | Lâm Đồng    | 24,233.07       | 1        | 3,872,999      | 12       | 319,878,839            | 8        | 27,190,308                 | 14       | 59.36                                    | 14       |
| 20 | Lạng Sơn    | 8,310.18        | 20       | 881,384        | 31       | 49,735,616             | 31       | 10,727,290                 | 28       | 37.20                                    | 29       |
| 21 | Lào Cai     | 13,256.92       | 8        | 1,778,785      | 26       | 125,885,803            | 25       | 16,494,275                 | 24       | 42.55                                    | 28       |
| 22 | Nghệ An     | 16,486.50       | 4        | 3,831,694      | 13       | 216,943,727            | 20       | 25,443,225                 | 17       | 55.40                                    | 19       |
| 23 | Ninh Bình   | 3,942.62        | 31       | 4,412,264      | 6        | 310,282,050            | 11       | 55,018,945                 | 6        | 69.91                                    | 7        |
| 24 | Phú Thọ     | 9,361.38        | 15       | 4,022,638      | 11       | 354,578,739            | 6        | 48,297,426                 | 11       | 57.91                                    | 17       |
| 25 | Quảng Ngãi  | 14,832.55       | 5        | 2,161,755      | 22       | 173,526,456            | 24       | 33,685,093                 | 13       | 49.53                                    | 24       |
| 26 | Quảng Ninh  | 6,207.95        | 26       | 1,497,447      | 28       | 347,533,978            | 7        | 53,730,346                 | 9        | 73.30                                    | 5        |
| 27 | Quảng Trị   | 12,700.00       | 10       | 1,870,845      | 23       | 113,687,549            | 26       | 12,082,370                 | 27       | 48.65                                    | 25       |
| 28 | Sơn La      | 14,108.89       | 6        | 1,404,587      | 30       | 76,626,373             | 30       | 4,138,845                  | 31       | 32.50                                    | 31       |
| 29 | Tây Ninh    | 8,536.44        | 18       | 3,254,170      | 18       | 312,456,603            | 10       | 39,704,480                 | 12       | 58.54                                    | 16       |
| 30 | Thái Nguyên | 8,375.21        | 19       | 1,799,489      | 25       | 185,613,943            | 23       | 21,057,020                 | 22       | 57.55                                    | 18       |
| 31 | Thanh Hóa   | 11,114.71       | 12       | 4,324,783      | 8        | 316,994,504            | 9        | 56,781,432                 | 5        | 63.50                                    | 10       |
| 32 | Tp HCM      | 6,772.59        | 22       | 14,002,598     | 1        | 2,715,782,233          | 1        | 681,935,856                | 1        | 85.53                                    | 2        |
| 33 | Tuyên Quang | 13,795.50       | 7        | 1,865,270      | 24       | 86,246,356             | 28       | 6,657,963                  | 30       | 36.51                                    | 30       |
| 34 | Vĩnh Long   | 6,296.20        | 25       | 4,257,581      | 9        | 254,479,941            | 17       | 21,789,629                 | 20       | 50.75                                    | 22       |

## Bỏ mô hình thành phố thuộc tỉnh, thành phố thuộc thành phố

### Bỏ mô hình thành phố thuộc tỉnh, thành phố thuộc thành phố
Ngày 14/4, Thủ tướng phê duyệt Đề án sắp xếp, tổ chức lại đơn vị hành chính các cấp và xây dựng mô hình tổ chức chính quyền địa phương hai cấp. Theo kết luận tại Hội nghị lần thứ 11 của Ban Chấp hành Trung ương Đảng Khóa XIII, đi cùng đề án bãi bỏ cấp huyện - cấp trung gian, mô hình thành phố thuộc tỉnh, thành phố thuộc thành phố trực thuộc trung ương, thị xã, quận, huyện và thị trấn hiện tại cũng không còn được duy trì.
Vào thời điểm đó, Việt Nam có 84 thành phố trực thuộc tỉnh, 53 thị xã và 2 thành phố trực thuộc các thành phố trực thuộc trung ương (Thủ Đức - thuộc TPHCM và Thủy Nguyên - thuộc TP Hải Phòng). Tất cả đều được xác định là đơn vị hành chính cấp huyện theo Luật Tổ chức chính quyền địa phương hiện hành.

### Huyện đảo và thành phố đảo sẽ được gọi là đặc khu
Quyết định của Thủ tướng cũng nêu việc đơn vị hành chính mới sau khi sáp nhập các phường sẽ là phường; sáp nhập các xã, thị trấn sẽ là xã.
Các huyện đảo và thành phố đảo hiện nay sẽ chuyển thành cấp xã, mang tên gọi đặc khu. 11 huyện đảo trên cả nước sẽ trở thành đặc khu thuộc tỉnh, gồm Vân Đồn, Cô Tô, Cát Hải, Trường Sa, Hoàng Sa, Phú Quý, Kiên Hải, Bạch Long Vĩ, Cồn Cỏ, Lý Sơn, Côn Đảo. Riêng thành phố Phú Quốc (Kiên Giang) có thể hình thành hai đặc khu là Phú Quốc và Thổ Châu do cấp có thẩm quyền đã đồng ý tách xã Thổ Châu thành một huyện riêng. Đây là lần đầu tiên tên gọi "đặc khu" xuất hiện trong văn bản chính thức.
Việc sáp nhập các xã làm thay đổi địa giới hành chính huyện sẽ không cần xem xét các điều kiện, tiêu chuẩn. Các xã có vị trí biệt lập, khó kết nối giao thông hoặc có vị trí đặc biệt quan trọng về quốc phòng, an ninh và chủ quyền quốc gia sẽ không bắt buộc sáp nhập. Sau sáp nhập, số lượng cấp xã dự kiến giảm từ 60% đến 70%, nhưng vẫn đảm bảo sự hợp lý về diện tích và quy mô dân số giữa các đơn vị hành chính mới.

## Bỏ cấp huyện, quận
Kết luận số 126-KL/TW yêu cầu nghiên cứu định hướng tiếp tục sắp xếp bỏ cấp hành chính trung gian (cấp huyện); định hướng sáp nhập một số đơn vị hành chính cấp tỉnh. Theo đó các đơn vị công an đi trước, bỏ cấp quận huyện, sau đó các bộ máy khác như thanh tra, toà án, các bộ máy hành chính đi theo hướng bỏ cấp huyện, quận.
Phó Thủ tướng Thường trực Nguyễn Hòa Bình - Trưởng Ban Chỉ đạo Ban Chỉ đạo thực hiện sắp xếp, tổ chức lại đơn vị hành chính các cấp và xây dựng mô hình tổ chức chính quyền địa phương 2 cấp cho biết: trong đề án Chính phủ trình, có khoảng 1/3 nhiệm vụ của huyện chuyển lên tỉnh, 2/3 chuyển xuống xã - xuống cơ sở. Bộ Chính trị chủ trương lấy ý kiến tất cả các tổ chức đảng, bộ, ngành, địa phương trong tháng 3 năm 2025.
Nghị quyết số 60-NQ/TW ngày 12/4/2025 Hội nghị lần thứ 11 Ban Chấp hành Trung ương Đảng khóa XIII xác định kết thúc hoạt động của đơn vị hành chính cấp huyện (quận) từ ngày 01/7/2025 sau khi Nghị quyết sửa đổi, bổ sung một số điều của Hiến pháp năm 2013 và Luật Tổ chức chính quyền địa phương năm 2025 (sửa đổi) có hiệu lực thi hành.

## Tăng cường cấp xã, phường
Cũng theo đề án sắp xếp, các cấp xã, phường được sáp nhập và giảm số lượng xã phường. Mức giảm 60-70% số xã phường, hay nói cách khác là giảm 4/5 (bốn phần năm) số xã phường sau sáp nhập. Việc tinh gọn từ 10.500 đơn vị cấp xã giảm mạnh, còn khoảng 2.500 - tức là giảm 8.000 đơn vị cấp xã phường.
Cấp xã phường sau sáp nhập, về bản chất sẽ "như một huyện nhỏ" - như phát biểu của Bộ trưởng Bộ Nội vụ. Vì thế cấp xã sẽ được tăng cường về mọi mặt để đủ năng lực thực thi công vụ và phục vụ người dân trên địa bàn.
Dự kiến sẽ hoàn thành toàn bộ việc sắp xếp đơn vị hành chính cấp xã trước ngày 30/6, đến ngày 1/7 các đơn vị hành chính cấp xã được vận hành theo tổ chức mới.
Cấp xã có trung tâm hành chính công: Trung tâm Hành chính công cấp xã tại Việt Nam sẽ được triển khai từ năm 2025, theo Nghị định 24/2025/NĐ-CP ban hành ngày 31/3/2025, nhằm nâng cao hiệu quả phục vụ người dân và doanh nghiệp. Mô hình này tích hợp các dịch vụ công như cấp giấy tờ tùy thân, chứng thực, đất đai và hỗ trợ thủ tục hành chính trực tuyến, giúp giảm thời gian đi lại cho người dân ở vùng nông thôn. Bộ Nội vụ cho biết, việc thành lập trung tâm xuất phát từ thực tiễn sáp nhập xã, khi mỗi xã hiện nay có quy mô dân số và diện tích lớn hơn, đòi hỏi cải cách quản lý. Các trung tâm sẽ được thí điểm tại 30% số xã trong giai đoạn 2025-2026, ưu tiên những xã đã sáp nhập và có điều kiện cơ sở vật chất. Đến năm 2030, dự kiến toàn bộ cấp xã sẽ áp dụng mô hình này, đồng bộ với chiến lược chuyển đổi số quốc gia.

## Lịch sử các lần tách, nhập tỉnh, thành từ sau 1975 đến 2025
Theo Văn kiện Quốc hội toàn tập, sau khi thống nhất vào năm 1975, Việt Nam có 72 đơn vị hành chính cấp tỉnh, trong đó miền Bắc có 28 tỉnh, thành phố và đặc khu; miền Nam có 44 tỉnh, thành phố. Quốc hội đã quyết định sáp nhập nhiều tỉnh thành trong 2 năm là 1975 và 1976.

### Lần 1: Sáp nhập 72 tỉnh thành còn 38 tỉnh thành
Ở miền Bắc, tỉnh Cao Bằng sáp nhập với Lạng Sơn thành tỉnh Cao Lạng. Tuyên Quang sáp nhập với Hà Giang thành Hà Tuyên. Hòa Bình sáp nhập với Hà Tây thành Hà Sơn Bình. Nam Hà sáp nhập với Ninh Bình thành Hà Nam Ninh. Ba tỉnh Yên Bái, Lào Cai, Nghĩa Lộ sáp nhập thành Hoàng Liên Sơn. Miền Bắc còn có tỉnh Bắc Thái, Hà Bắc, Hải Hưng, Lai Châu, Quảng Ninh, Sơn La, Thái Bình, Vĩnh Phú và hai thành phố trực thuộc Trung ương Hà Nội, Hải Phòng.
Trong khi miền Trung, tỉnh Nghệ An và Hà Tĩnh sáp nhập thành tỉnh Nghệ Tĩnh. Quảng Bình, Quảng Trị, Thừa Thiên Huế và khu vực Vĩnh Linh sáp nhập thành tỉnh Bình Trị Thiên. Hai tỉnh Quảng Nam, Quảng Tín và TP Đà Nẵng sáp nhập thành Quảng Nam - Đà Nẵng. Quảng Ngãi sáp nhập với Bình Định thành Nghĩa Bình. Phú Yên và Khánh Hòa sáp nhập thành Phú Khánh. Ba tỉnh Ninh Thuận, Bình Thuận và Bình Tuy sáp nhập thành Thuận Hải. Kon Tum và Gia Lai sáp nhập thành tỉnh Gia Lai - Kon Tum. Các tỉnh Thanh Hóa, Đăk Lăk, Lâm Đồng giữ nguyên từ trước đó.
Ở Nam Bộ, năm 1976, Quốc hội đổi tên thành phố Sài Gòn - Gia Định là TP HCM - thành phố trực thuộc trung ương. Ba tỉnh Bình Dương, Bình Long, Phước Long sáp nhập thành tỉnh Sông Bé. Tỉnh Biên Hòa, Tân Phú, Bà Rịa - Long Khánh sáp nhập thành tỉnh Đồng Nai. Tỉnh Đồng Tháp thành lập trên cơ sở sáp nhập tỉnh Sa Đéc và Kiến Phong. Tỉnh Long Xuyên và Châu Đốc sáp nhập thành An Giang. Tỉnh Mỹ Tho, Gò Công và thành phố Mỹ Tho sáp nhập thành tỉnh Tiền Giang. Tỉnh Hậu Giang thành lập trên cơ sở sáp nhập tỉnh Phong Dinh, Ba Xuyên, Chương Thiện. Tỉnh Kiên Giang tái lập trên cơ sở toàn bộ diện tích tỉnh Rạch Giá và ba huyện Châu Thành A, Hà Tiên, Phú Quốc của tỉnh Long Châu Hà trước đó. Tỉnh Vĩnh Long và Trà Vinh sáp nhập thành Cửu Long. Bạc Liêu và Cà Mau sáp nhập thành Minh Hải. Ngoài ra, tỉnh Kiến Hòa đổi tên thành Bến Tre. Nam Bộ còn có tỉnh Tây Ninh và Long An.
Sau nhiều đợt sáp nhập, đến năm 1978, Việt Nam có 38 tỉnh, thành phố.

### Lần 2: 38 tỉnh thành tách thành 53 tỉnh thành
Từ cuối 1978, Quốc hội cho phép nhiều tỉnh thành tách để lập đơn vị hành chính mới. Tháng 12/1978, tỉnh Cao Lạng tách thành Lạng Sơn và Cao Bằng. Toàn quốc có 39 tỉnh, thành. Tháng 5/1979, Quốc hội thành lập đặc khu Vũng Tàu - Côn Đảo trực thuộc Trung ương. Số tỉnh thành toàn quốc tăng lên 40.
10 năm sau, tỉnh Nghĩa Bình tách thành Quảng Ngãi và Bình Định như trước đây. Bình Trị Thiên tách thành Thừa Thiên - Huế, Quảng Trị và Quảng Bình. Phú Khánh tách thành Phú Yên và Khánh Hòa. Toàn quốc có 44 tỉnh, thành phố, đặc khu.
Năm 1991, tỉnh Nghệ Tĩnh tách thành Nghệ An và Hà Tĩnh. Hoàng Liên Sơn tách thành Lào Cai và Yên Bái. Hà Tuyên tách thành Hà Giang và Tuyên Quang. Gia Lai - Kon Tum tách thành Gia Lai và Kon Tum. Hà Sơn Bình tách thành Hà Tây và Hòa Bình. Sau đó, Thuận Hải tách thành Ninh Thuận và Bình Thuận. Hậu Giang tách thành Cần Thơ và Sóc Trăng. Cửu Long tách thành Trà Vinh và Vĩnh Long. Hà Nam Ninh tách thành Nam Hà và Ninh Bình. Tỉnh Bà Rịa - Vũng Tàu được thành lập trên cơ sở sáp nhập ba huyện của tỉnh Đồng Nai với đặc khu Vũng Tàu - Côn Đảo.
Như vậy đến năm 1991, toàn quốc có 53 tỉnh, thành phố trực thuộc Trung ương.

### Lần 3: Tách tiếp 53 tỉnh thành thành 61 tỉnh thành năm 1997
Trong hai năm 1996-1997, Chính phủ trình và Quốc hội tiếp tục chấp thuận chia tách hàng loạt tỉnh khác.
Tại miền Bắc, tỉnh Bắc Thái tách thành Thái Nguyên và Bắc Kạn. Vĩnh Phú tách thành Phú Thọ và Vĩnh Phúc. Hà Bắc tách thành Bắc Giang và Bắc Ninh. Hải Hưng tách thành Hải Dương và Hưng Yên. Tỉnh Nam Hà sau khi tách ra từ Hà Nam Ninh, nay tiếp tục tách thành Hà Nam và Nam Định. Ba tỉnh Bắc Ninh, Hưng Yên, Hà Nam có diện tích nhỏ nhất cả nước, đều dưới 900 km2.
Ở miền Trung, tỉnh Quảng Nam - Đà Nẵng tách thành tỉnh Quảng Nam và thành phố Đà Nẵng trực thuộc Trung ương.
Ở Nam Bộ, tỉnh Minh Hải tách thành Bạc Liêu và Cà Mau. Sông Bé tách thành Bình Dương và Bình Phước.
Năm 1997, toàn quốc có 61 tỉnh, thành phố, tăng thêm 23 đơn vị trong 19 năm. Chính phủ thời điểm đó lý giải trong tờ trình Quốc hội rằng việc này nhằm tạo điều kiện cho địa phương phát triển và tăng cường năng lực của từng đơn vị cấp tỉnh. 

### Lần 4: Số tỉnh thành tăng lên 64
Quá trình tách tỉnh tiếp tục vào năm 2003 khi Quốc hội chấp thuận tách tỉnh Đăk Lăk thành Đăk Lăk và Đăk Nông; Hậu Giang tách thành tỉnh Hậu Giang và TP Cần Thơ trực thuộc Trung ương; Lai Châu tách thành Lai Châu và Điện Biên. Toàn quốc lúc này có 59 tỉnh và 5 thành phố trực thuộc Trung ương.

### Lần 5: Sáp nhập Hà Tây vào Hà Nội, cả nước còn 63 tỉnh thành
Tháng 5/2008, Quốc hội quyết nghị mở rộng địa giới hành chính Thủ đô Hà Nội, gồm TP Hà Nội khi đó, toàn bộ tỉnh Hà Tây, huyện Mê Linh (Vĩnh Phúc) và 4 xã của huyện Lương Sơn (Hòa Bình). Tổng diện tích của Thủ đô mới hơn 3.300 km2, nằm trong số 17 thành phố, thủ đô có diện tích lớn nhất thế giới.

### Lần 6: 63 tỉnh thành sáp nhập lại còn 34 tỉnh thành
Cả nước tiến hành quá trình tuần tự nhằm sáp nhập lớn, từ 63 tỉnh thành về 34 tỉnh thành. Cấu trúc, tiêu chí, mục tiêu, cách làm... sáp nhập lần này khác nhiều so các lần trước. Quá trình này hoàn thành trong năm 2025.

## Đánh giá
Theo Đài Á Châu Tự Do, từ việc cải cách thể chế, khi loại bỏ cấp huyện và sáp nhập các tỉnh, thành thì sẽ làm ảnh hưởng đến khả năng kiểm soát phiếu bầu trong Đại hội Đảng Cộng sản Việt Nam lần thứ XIV của Tô Lâm. Theo Giáo sư Carlyle Alan Thayer, để trở thành Tổng Bí thư Đảng Cộng sản Việt Nam năm 2024, Tô Lâm cần phải có sự ủng hộ từ các nhóm lợi ích trong đảng bao gồm Ban chấp hành Trung ương mới. Các nhà phân tích cho rằng sự cải cách này có thể dẫn đến sự thay đổi lớn trong cơ cấu quyền lực và tính dân chủ trong Đảng. Giáo sư Zachary Abuza nhận định rằng việc sáp nhập các tỉnh có thể làm giảm tỷ lệ đại diện của các lãnh đạo tỉnh trong Ban Chấp hành Trung ương.